# Rob Cohen
Rob Cohen (Cornwall, Nova Iorque, 12 de Março de 1949) é um diretor de cinema norte-americano.

## Filmografia
- 2018 - Hurricane Heist
- 2015 - The Boy Next Door
- 2012 - Alex Cross
- 2008 - The Mummy - Tomb of the Dragon Emperor
- 2005 - Stealth
- 2002 - XxX
- 2001 - The Fast and the Furious
- 2000 - The Skulls
- 1998 - The Rat pack (TV)
- 1996 - Daylight
- 1996 - Dragonheart
- 1993 - Dragon: The Bruce Lee Story
- 1984 - Scandalous
- 1980 - A small circle of friends